# جبل خندمة
جبل خندمة أحد جبال مكة يقع في الجهة الجنوبية الشرقية من الحرم المكي بالسعودية. ويمتد في اتجاه طولي من الشمال إلى الجنوب بطول يتجاوز ثلاثة كيلومترات ويبلغ أدنى عرض للمنطقة في أقصى الجنوب 170م أما عرضه بالأجزاء الوسطى فيبلغ حوالي 800م.

## الموقع
يحد المنطقة من الشمال منطقتا الملاوي وشعب عامر ومن الجنوب جبل بخش أما من الشرق فتحدها مناطق جبلية مرتفعة ومن الغرب مناطق أجياد السد وأجياد وبئر بليلة وريع بخش.

## طبيعة الجبل
وتعتبر منطقة جبل خندمة من المناطق الجبلية الوعرة حيث يصل الارتفاع في بعض أجزائها إلى حوالي 615م وتنحدر سفوحها الجبلية نحو الشرق والغرب بميول حادة تصل في بعض المواضع إلى 80% خاصة في الجزء الواقع بين الشمال والجنوب في المنطقة، ويوجد بالمنطقة عدد قليل من السكان بينما يخلو معظمها من التنمية العمرانية رغم قربها الشديد من الحرم. تتصل به مجموعة من الجبال يميل لونها إلى السمرة تنحدر باتجاه الجنوب تسمى جبال الخندمة أو الخنادم.